# Nikita Gross
Nikita Gross est un mannequin russe et ancienne actrice pornographique.En 1998, elle a remporté le prix X-Rated Critics Organization Award de la meilleure nouvelle starlette. Elle a été Penthouse du mois de juillet 1998 et Penthouse de l'année 2000. Elle a par ailleurs été Perfect 10 en janvier 2000.

## Récompenses
- 2003 AVN Award - Meilleure scène de sexe dans une production tournée à l'étranger[1],[2] (partagé avec Cindy, Veronica B.)
- 1998 XRCO Award - Meilleure scène de sexe masculin-féminin[1],[3] (partagé avec Mickey G)
- 1998 XRCO Award - Starlette de l'année[1]